# شخصیت‌پردازی
شخصیت پردازی، گزینش، کنار هم قرار دادن و مرتبط نمودن معنای شماری از شخصیت‌های تعریف شدهٔ عالم هستی با همدیگر، در یک موقعیت بیانی است.
شخصیت‌پردازی،  ساختن و پرداختن شخصیت برای یک روایت است. شخصیت‌پردازی یکی از عناصر ادبی است که ممکن‌ است در یک اثر هنری دراماتیک یا مکالمات روزمره به کار گرفته شود. ممکن است شخصیت‌ها از طریق بیان اوصافشان، اعمالشان یا سخنانشان یا افکارشان یا فعل و انفعالاتشان در برخورد با شخصیت‌های دیگر معرفی شوند.
«در شخصیت‌پردازی، مردم آن‌طور که زندگی می‌کنند، ماشین‌هایی که سوار می‌شوند، تصاویری که به دیوار می‌زنند، دوست‌داشتن‌ها و دوست‌نداشتن‌ها، آنچه می‌خورند، و دیگر اشکال شخصیت فردی آنان نشان داده می‌شود. شخصیت داستانی با عمل‌ها و عکس‌العمل‌ها و با انتخاب‌های خلاقانۀ افرادی که شخصیت‌های داستانی در نقش آن‌ها هستند، به تصویر کشیده میشود. از سوی دیگر، در شخصیت‌پردازی قصد این است که علایق آنان نشان داده شود و اینکه چگونه به دنیا نگاه می‌کنند، چه می‌پوشند و چه ماشینی سوار می‌شوند.» 

## تاریخچه
اصطلاح شخصیت‌پردازی در اواسط قرن ۱۵ معرفی شد. ارسطو پیرنگ را  متقدم بر شخصیت می‌دانست به عبارت دیگر او روایت پیرنگ‌محور را از روایت‌شخصیت محور برتر می‌دانست، او در بوطیقای خود استدلال می‌کند که تراژدی «نمایشی از زندگی و کنش‌ هاست و نه انسان»، در قرن ۱۹‌ این دیدگاه معکوس شد یعنی واقع‌گرایی در رمان و بعدها پیشرفت‌های تأثیرگذار در علم روانشناسی، تقدم شخصیت در داستان  (روایت شخصیت‌محور) را ، تأیید کرد.

## مستقیم در مقابل غیرمستقیم
نویسنده از دو طریق می‌تواند در مورد یک شخصیت به مخاطب اطلاعات بدهد:

### شخصیت‌پردازی مستقیم یا صریح
نویسنده صریحا از طریق راوی یا خود شخصیت یا شخصیت‌ دیگری به مخاطب می‌گوید که آن شخصیت چه ویژگی‌هایی دارد.

### شخصیت‌پردازی غیرمستقیم یا ضمنی
مخاطب باید خودش با توجه به افکار شخصیت‌، افعالش، سخنانش(کلماتی که کاراکتر برای صحبت کردن انتخاب می‌کند یا حالتی که صحبت می‌کند)، ظاهر فیزیکی‌اش، عادات و رفتار و اطوار متمایز شخصی و فعل و انفعال شخصیت با شخصیت‌های دیگر(عملی که شخصیت در قبال شخصیت‌های دیگر انجام می‌دهد و عکس‌العملی که شخصیت‌های دیگر در قبال او انجام‌ می‌دهند) منجمله واکنش‌هایی که شخصیت‌های دیگر به شخصیتی که در نظر داریم انجام می‌دهند، ویژگی‌های شخصیت را استنتاج کند و شخصیت را بشناسد.

## شخصیت پردازی در درام
شخصیت‌ها در تئاتر، تلویزیون و سینما از شخصیت‌های رمان‌ها متفاوت هستند از این جهت که ممکن است بازیگران توصیفات نویسنده  از یک شخصیت و دیالوگ‌ها را به شیوهٔ منحصر به فرد خودشان تفسیر کنند تا بتوانند لایه‌های جدیدی به شخصیت اضافه کنند و به شخصیت عمق ببخشند. و این موضوع باعث می‌شود که منتقدان بتوانند بازیگر‌های مختلفی که نقش بانو مکبث را بازی کرده‌اند، مقایسه کنند. تفاوت اساسی دیگر این است که در درام بر خلاف  رمان یا داستان کوتاه، امکان این وجود ندارد که بتوانیم وارد ذهن شخصیتی بشویم  و باطن شخصیت را ببینیم  در نتیجه در درام این شیوهٔ تشریح شخصیت (شخصیت‌پردازی) غیرممکن است.

## کهن الگو‌های شخصیت
کارل گوستاو یونگ، روان‌شناس، دوازده «الگوی اصلی» اولیه روان انسان را شناسایی کرد. او اعتقاد داشت که این الگو‌ها درون ناخودآگاه جمعی انسان‌ها (فارغ از مرزهای سیاسی و فرهنگی) قرار دارند. این دوازده کهن‌الگو معمولاً در شخصیت‌های داستانی  دیده می‌شوند. شخصیت‌های مسطح و ساده فقط یک کهن‌الگو را شامل می‌شوند در حالی که شخصیت‌های پیچیده یا شخصیت‌های واقع‌گرا چندین کهن‌الگو را با هم ادغام می‌کنند و در این ترکیب برخی از این کهن‌الگو‌ها بر برخی دیگر غالب‌تر  هستند همانند افراد در زندگی واقعی.  دوازده کهن‌الگوی یونگ به قرار زیر هستند: معصوم، یتیم، قهرمان، پرستار، مکتشف، یاغی، عاشق، خالق، دلقک، عاقل، جادوگر، فرمانروا.